# Oberschlesien & Adam Sztaba Symfonicznie
Oberschlesien & Adam Sztaba Symfonicznie – album koncertowy polskiego zespołu muzycznego Oberschlesien. Wydawnictwo ukazało się 28 lutego 2017 roku nakładem wytwórni muzycznej S.P. Records.

## Opis
Album zawiera materiał zarejestrowany podczas jednego z dwóch koncertów, jakie zespół zagrał 31 października 2015 roku w budynku Opery Śląskiej w Bytomiu z orkiestrą symfoniczną tej opery pod dyrekcją Adama Sztaby.
Wydawnictwo trafiło do sprzedaży w dwóch edycjach: podstawowej i deluxe, którą od tej pierwszej odróżnia jeden dodatkowy utwór, zatytułowany „Bytom”. 31 marca 2017 roku miała miejsce premiera wersji wideo albumu.

## Promocja
Jako zapowiedź albumu, którego wydanie pierwotnie planowano w o wiele wcześniejszym terminie, 7 kwietnia 2016 roku do internetu trafił singel „Futer” z teledyskiem, będącym fragmentem nagrania filmowego jednego z bytomskich koncertów zespołu z 31 października 2015 roku. Po ukazaniu się wydawnictwa zespół 26 marca 2017 roku opublikował w ramach jego promocji singel i teledysk „Jadymy durch”.

## Odbiór
Album spotkał się z bardzo pozytywnym przyjęciem ze strony recenzentów. Autor recenzji z serwisu Metalmundus.pl zwrócił uwagę na fakt, że zagranie przez Oberschlesien swych charakteryzujących się „niesamowitą energią i nieprzeciętną harmonią” utworów z towarzyszeniem orkiestry symfonicznej spowodowało, że zwiększyło się ich oddziaływanie na słuchacza. Z kolei recenzent z serwisu Wyspa.fm podkreślił dobre współgranie industrial metalu z muzyką poważną, a także pochwalił album za „ciekawe aranże Adama Sztaby, wyraziste brzmienie i moc koncertowego, metalowego grania na żywo”.

## Lista utworów
Opracowano na podstawie materiału źródłowego.
| Nr  | Tytuł utworu        | Długość |
| --- | ------------------- | ------- |
| 1.  | „Fojerman”          | 6:52    |
| 2.  | „Ajza”              | 5:32    |
| 3.  | „Samotny”           | 3:30    |
| 4.  | „Oberschlesien”     | 5:25    |
| 5.  | „Boży gniew”        | 4:34    |
| 6.  | „ORP Orzeł”         | 5:04    |
| 7.  | „Jadymy durch”      | 5:45    |
| 8.  | „Futer”             | 5:09    |
| 9.  | „Niechciane dzieci” | 3:53    |
| 10. | „Strach”            | 5:34    |
| 11. | „Mamo”              | 4:34    |
| 12. | „To nie sen”        | 3:54    |
| 13. | „Król Olch”         | 5:50    |
| 14. | „Richter”           | 5:22    |
|     |                     | 1:10:58 |

| Utwór dodatkowy – edycja deluxe | Utwór dodatkowy – edycja deluxe | Utwór dodatkowy – edycja deluxe |
| Nr                              | Tytuł utworu                    | Długość                         |
| ------------------------------- | ------------------------------- | ------------------------------- |
| 1.                              | „Bytom”                         |                                 |

## Twórcy
Opracowano na podstawie materiału źródłowego.
Zespół Oberschlesien w składzie
- Michał Stawiński - wokal
- Łukasz Sztaba - keyboard
- Wojciech Jasielski - gitara basowa
- Tomasz Andrzejewski - gitara
- Adam Jurczyński - gitara
- Marcel Różanka - perkusja

Dodatkowi muzycy
- 49-osobowa orkiestra Opery Śląskiej pod batutą Adama Sztaby

## Wydania
| Format                    | Wytwórnia    | Numer katalogowy | Kraj   | Rok  | Źródło |
| ------------------------- | ------------ | ---------------- | ------ | ---- | ------ |
| CD, Album, Dig            | S.P. Records | SPCD 03/17       | Polska | 2017 | [ 1 ]  |
| CD, Album, S/Edition, Dig | S.P. Records | SPCD 03/17/B     | Polska | 2017 | [ 1 ]  |
| DVD-V                     | S.P. Records | SPDVD 01/17      | Polska | 2017 | [ 1 ]  |